# Terry Nichols
Terry Lynn Nichols (nacido el 1 de abril de 1955) es un terrorista estadounidense que fue condenado por conspirar con Timothy McVeigh en el complot del atentado de Oklahoma City.Antes de su encarcelamiento, tuvo una variedad de trabajos a corto plazo, trabajando como agricultor, gerente de elevador de granos, vendedor de bienes raíces y peón de rancho.Conoció a Timothy McVeigh durante una breve temporada en el Ejército de los EE. UU., que terminó en 1989 cuando solicitó una baja por dificultades después de menos de un año de servicio.En 1994 y 1995, conspiró con McVeigh en la planificación y preparación del atentado con camión bomba en el Edificio Federal Alfred P. Murrah en Oklahoma City, Oklahoma, el 19 de abril de 1995. El atentado mató a 168 personas.
En un juicio federal en 1997, Nichols fue declarado culpable de conspiración para usar un arma de destrucción masiva y ocho cargos de homicidio involuntario por matar a personal policial federal.Fue sentenciado a cadena perpetua sin posibilidad de libertad condicional después de que el jurado no se pusiera de acuerdo sobre la pena de muerte.También fue juzgado en Oklahoma por cargos estatales de asesinato en relación con el atentado. En 2004, fue declarado culpable de 161 cargos de asesinato en primer grado, incluido un cargo de homicidio fetal, incendio provocado en primer grado y conspiración.Al igual que en el juicio federal, el jurado estatal no se puso de acuerdo sobre la imposición de la pena de muerte.En la sentencia de prisión más larga jamás dada a un individuo, fue sentenciado a 161 cadenas perpetuas consecutivas sin posibilidad de libertad condicional,y está encarcelado en ADX Florence, una prisión de máxima seguridad cerca de Florence, Colorado. Compartió un bloque de celdas conocido comúnmente como "Bomber's Row" con Ramzi Yousef y Eric Rudolph,así como con Ted Kaczynski hasta su transferencia en 2021.

## Primeros años
Nichols nació en Lapeer, Michigan. Fue criado en una granja,el tercero de los cuatro hijos de Joyce y Robert Nichols.De niño, ayudó a sus padres en la granja,aprendiendo a operar y mantener el equipo.Según el Denver Post, también cuidaba de pájaros y animales heridos.

## Edad adulta
Nichols asistió a la Escuela Secundaria Lapeer, donde tomó clases optativas de artesanía y derecho comercial.A lo largo de la escuela, sus amigos lo caracterizaron como tímido.Mientras estaba en la escuela secundaria, jugó fútbol americano universitario, luchó y fue miembro del club de esquí.Su hermano James, quien publicó por su cuenta un libro de 400 páginas sobre el atentado,ha declarado que Terry era inteligente en los libros y bueno en las obras de arte.Se graduó de la escuela secundaria en 1973 con un promedio de calificaciones de 3.6,con la ambición de convertirse en médico.
Nichols se matriculó en la Universidad de Michigan Central. Completó un semestre de 13 horas de crédito con una media de B. Obtuvo una C en biología, química y trigonometría, una B en literatura y una A en tiro con arco.En 1974, después de que otro hermano, Leslie, sufriera quemaduras graves en la explosión de un tanque de combustible en la granja, se ofreció a darle piel para injertos.Intentó trabajar en la granja con su hermano James durante un tiempo, pero no se llevaron bien; sentía que su hermano era demasiado mandón.Más tarde se mudó a Colorado y obtuvo una licencia para vender bienes raíces en 1976.Poco después de cerrar su primera gran venta, su madre le dijo que necesitaba su ayuda en la granja, por lo que regresó a Michigan.
En 1980, Nichols conoció a la agente inmobiliaria Lana Walsh, una madre de dos hijos que se había divorciado dos veces y que era cinco años mayor que él.Se casaron y tuvieron un hijo en 1982. Durante el matrimonio, Nichols participó en una sucesión de trabajos a tiempo parcial y de corto plazo: trabajos de carpintería, gestión de un elevador de granos y venta de seguros de vida y bienes raíces.Según Lana, ella era la que tenía una carrera; Nichols era un amo de casa,que pasaba la mayor parte de su tiempo en casa con los niños cocinando y haciendo jardinería.
A Nichols nunca le había gustado la vida en el campo, y en 1988, a la edad de 33 años, trató de escapar de ella alistándose en el Ejército de los Estados Unidos.Fue enviado a Fort Benning, cerca de Columbus, Georgia, para el entrenamiento básico.Como era el hombre de mayor edad de su pelotón, tenía dificultades con el aspecto físico del entrenamiento, y a veces los otros hombres lo llamaban "abuelo".Sin embargo, pronto lo nombraron guía del pelotón debido a su edad. Timothy McVeigh estaba en su pelotón y rápidamente se hicieron amigos cercanos. Tenían un origen común: ambos hombres crecieron en áreas rurales blancas. Ambos habían intentado ir a la universidad durante un tiempo y tenían padres divorciados.Compartían opiniones políticase intereses en el coleccionismo de armas y el movimiento de supervivencia.Más tarde, los dos fueron destinados juntos a Fort Riley en Junction City, Kansas,donde conocieron y se hicieron amigos de su futuro cómplice, Michael Fortier.
La esposa de Nichols solicitó el divorcio poco después de que él se uniera al ejército. Debido a un conflicto sobre el cuidado de los niños,solicitó y recibió una baja por dificultades en mayo de 1989 para regresar a casa y cuidar de su hijo, que tenía siete años en ese momento.Cuando se fue, le dijo a un compañero soldado que pronto comenzaría su propia organización militar y que tendría un suministro ilimitado de armas.
En 1990, Nichols, de 35 años, se casó con Marife Torres, de 17 años, de Filipinas, a quien conoció a través de una agencia de novias por correspondencia.Cuando ella llegó a Michigan varios meses después, estaba embarazada del hijo de otro hombre.El niño murió a los dos años cuando se asfixió después de enredarse con una bolsa de plástico de una caja de plátanos que dejó durante la noche en su dormitorio.Marife inicialmente sospechó que Nichols o McVeigh habían cometido un delito, pero no había moretones ni signos de trauma en el niño. La muerte se consideró accidental.Nichols y Marife tuvieron dos hijos más durante su matrimonio.Nichols y Torres visitaban con frecuencia Filipinas, donde ella asistía a una universidad local para obtener un título en fisioterapia. A veces él viajaba solo a Filipinas, mientras ella permanecía en Kansas.
Nichols dejó una nota críptica y un paquete de documentos con su exesposa, Lana (Walsh) Padilla, antes de una de sus muchas visitas a Filipinas. Al regresar de la visita y enterarse de que ella había abierto prematuramente una carta en la que le indicaban qué hacer en caso de que él muriera, hizo una serie de llamadas telefónicas a una pensión de la ciudad de Cebú.Nichols y Torres se divorciaron después de su arresto. Marife regresó a Filipinas con los niños.

## Puntos de vista antigubernamentales
Las opiniones antigubernamentales de Nichols se desarrollaron y crecieron con los años. Nichols pasó la mayor parte de su vida adulta en las áreas del condado de Lapeer y Sanilac en Michigan, donde la desconfianza y el resentimiento hacia el gobierno federal eran comunes, especialmente después de las ejecuciones hipotecarias de muchas granjas por parte de los bancos durante la década de 1980. Los vecinos dijeron que asistía a reuniones de grupos antigubernamentales, experimentaba con explosivos y se radicalizaba con el paso del tiempo.
Nichols comenzó a adherirse a la ideología del ciudadano soberano.[29] En febrero de 1992, intentó renunciar a su ciudadanía estadounidense escribiendo al secretario del condado local en Michigan, afirmando que el sistema político era corrupto y declarándose un "extranjero no residente".[4][5] Varios meses después, compareció ante el tribunal y trató de evitar la responsabilidad por algunas de sus facturas de tarjetas de crédito (debía aproximadamente $40,000 en total), negándose a comparecer ante el tribunal y gritándole al juez que el gobierno no tenía jurisdicción sobre él.[5][17] El 19 de octubre de 1992, firmó otro documento renunciando a su ciudadanía estadounidense.[16] En mayo de 1993, Nichols compareció ante un juez del condado con respecto a una deuda de tarjeta de crédito impaga de $8,421.[16] También renunció a su licencia de conducir.[17]

## Otras lecturas
- Jones, Stephen. Peter Israel. Others Unknown: The Oklahoma City Bombing Conspiracy. New York: PublicAffairs, 2001. ISBN 978-1-58648-098-1.
- Michel, Lou; Dan Herbeck (2001). American Terrorist: Timothy McVeigh & The Oklahoma City Bombing. New York: ReganBooks. ISBN 0-06-039407-2.